# SEAT IBX
El SEAT IBX  es un prototipo tipo 4x4 que SEAT presentó en el salón de Ginebra  de 2011. Su denominación “IB”  viene  de” Ibérica” haciendo referencia a la península ibérica y la letra “X” significa “4X4”.
Diseñado por el argentino Juan Manuel Díaz. Tiene un sistema híbrido de propulsión; lleva algún motor eléctrico (por el momento SEAT no ha dicho de cuántos lleva) y uno de combustión, que puede ser Diesel o de gasolina. En modo eléctrico puede recorrer hasta 45 km con la carga acumulada en las baterías.

## Medidas
El Seat IBX mide 4,26 metros de largo y ofrece una mirada a la evolución del diseño de SEAT en el futuro. Su anchura es de 1,80 metros y su altura de 1,62 metros le confieren unas proporciones nada desdeñables.
Considerando sus proporciones, el IBX es un SUV, mientras que su presencia es la de un coupé deportivo. Es un ejemplo palpable del concepto crossover: un vehículo basado en un turismo normal (utilitario, compacto, berlina), que no ha sido diseñado originalmente para tener capacidades offroad, pero que ha sido modificado con una suspensión algo más alta y las defensas reforzadas.